# Aérodrome de Preguiça
L'aérodrome de Preguiça (code IATA : SNE • code OACI : GVSN) est un aérodrome du Cap-Vert situé à Preguiça, non loin de Ribeira Brava, la capitale de l'île de São Nicolau, elle-même située dans le groupe des îles de Barlavento au nord de l'archipel.

## Situation
| \| 20 km1:2 718 000 \| Maio Preguiça São Filipe Boa Vista · Rabil‎ Sal · A.-Cabral São Vicente · C.-Évora Praia |
| 20 km1:2 718 000                                                                                               |

## Compagnies et destinations
| Compagnies         | Destinations                      |
| ------------------ | --------------------------------- |
| Binter CV          | Praia                             |
| Cabo Verde Express | Sal-A. Cabral, São Pedro C.-Évora |

Édité le 02/07/2018

## Statistiques
Pour des raisons techniques, il est temporairement impossible d'afficher le graphique qui aurait dû être présenté ici.

Voir la requête brute et les sources sur Wikidata.